# Borgo Vittorio
Borgo Vittorio è una strada che collega largo di Porta Castello e via di Porta Angelica, a Roma, nel rione Borgo.

## Storia
La via fu istituita da papa Pio IV, ma fu Pio V a completarne i lavori. La strada fu intitolata Vittorio, in onore della vittoria riportata contro i turchi a Lepanto (7 ottobre 1571).
Dal momento che conduce alla Civitas Leonina, il borgo fu chiamato anche borgo Leonino.
Sulla facciata di una casa sita nel borgo, un tempo si notava una pittura ad encausto raffigurante i santi patroni dell'Urbe, Pietro e Paolo, con il Santissimo Sacramento in mezzo e un'iscrizione recante i nomi della proprietà.